# Ildefonso Santos jr.
Ildefonso Santos jr. (Malabon, 5 september 1929 – Manilla, 29 januari 2014) was een Filipijns landschapsarchitect. Santos jr. stond vanwege zijn pionierswerk als landschapsarchitect wel bekend als de "vader van de Filipijnse landschapsarchitectuur". Hij werd in 2006 benoemd tot nationaal kunstenaar van de Filipijnen.

## Biografie
Ildefonso Santos jr. werd geboren in Malabon, toen nog in de provincie Rizal. Zijn ouders waren Asuncion Paez en dichter Ildefonso Santos sr.. Hij studeerde architectuur aan de University of Santo Tomas en behaalde daar in 1954 een Bachelor of Science. Aansluitend studeerde Santos in de Verenigde Staten. Daar behaalde hij een bachelor of Arts in 1956 en een Master of Arts in 1960 aan de University of Southern California. Tijdens zijn studie werkte hij voor het landschapsarchitectenbureau Cornell, Bridgers, and Trollers. Daar was hij onder meer verantwoordelijk voor het ontwerp van het buitenruimte bij het Los Angeles Music Center.
Santos was als pionier instrumenteel voor de ontwikkeling van de landschapsarchitectuur in de Filipijnen. Na terugkeer in de Filipijnen doceerde hij vanaf 1964 landschapsarchitectuur aan de University of the Philippines (UP). Dit bleef Santos doen tot hij in 1991 werd benoemd tot professor in landschapsarchitectuur. Daarnaast was hij van 1965 tot 1996 consultant op zijn vakgebied voor de UP Campus. Van 1977 tot 1984 was hij president van de Philippines Association of Landscape Architects (PALA).
Gedurende zijn 40 jaar durende carrière ontwierp hij honderden parken, pleinen, tuinen en andere delen van de openbare ruimte. Zijn eerste grote opdracht was voor het Makati Commercial Center. Andere bekend werk van zijn hand is het Loyola Memorial Park in Manilla, het Eternal Gardens Memorial Park in Caloocan City, het Caliraya Lake Resort in Laguna, de Batulao Village Club in Batangas, het centrale plein van Imus, de Rain Tree Sports Club in Kuala Lumpur, Paco Park in Paco, Tagaytay Highland Resort, de Mt. Malarayat Golf and Country Club in Lipa en de Orchard Golf and Country Club.
Voor zijn werk werd Santos in 2006 door president Gloria Macapagal-Arroyo benoemd tot nationaal kunstenaar van de Filipijnen. Santos overleed in 2014 op 84-jarige leeftijd aan meervoudig orgaanuitval.